# Omphale huggerti
Omphale huggerti är en stekelart som först beskrevs av Christer Hansson 1988.  Omphale huggerti ingår i släktet Omphale och familjen finglanssteklar. Inga underarter finns listade i Catalogue of Life.